# 2014年冬季残疾人奥林匹克运动会乌克兰代表团
2014年冬季残疾人奥林匹克运动会乌克兰代表团是乌克兰派出的2014年冬季残疾人奥林匹克运动会代表团。获得5枚金牌、9枚银牌和11枚铜牌。